# Volkswagen Golf
El Volkswagen Golf es un automóvil de turismo del segmento C producido por el fabricante alemán de automóviles Volkswagen desde 1974. Ha sido uno de los más vendidos en la historia con más de 30 millones de unidades fabricadas.
El Golf se vende en versiones hatchback de tres y cinco puertas y familiar de cinco puertas, denominado Golf Variant en Europa y Jetta/Vento Variant en América, aunque hay otros modelos relacionados que se podrían considerar variantes, como el monovolumen Golf Plus y el descapotable Eos.

## Generaciones

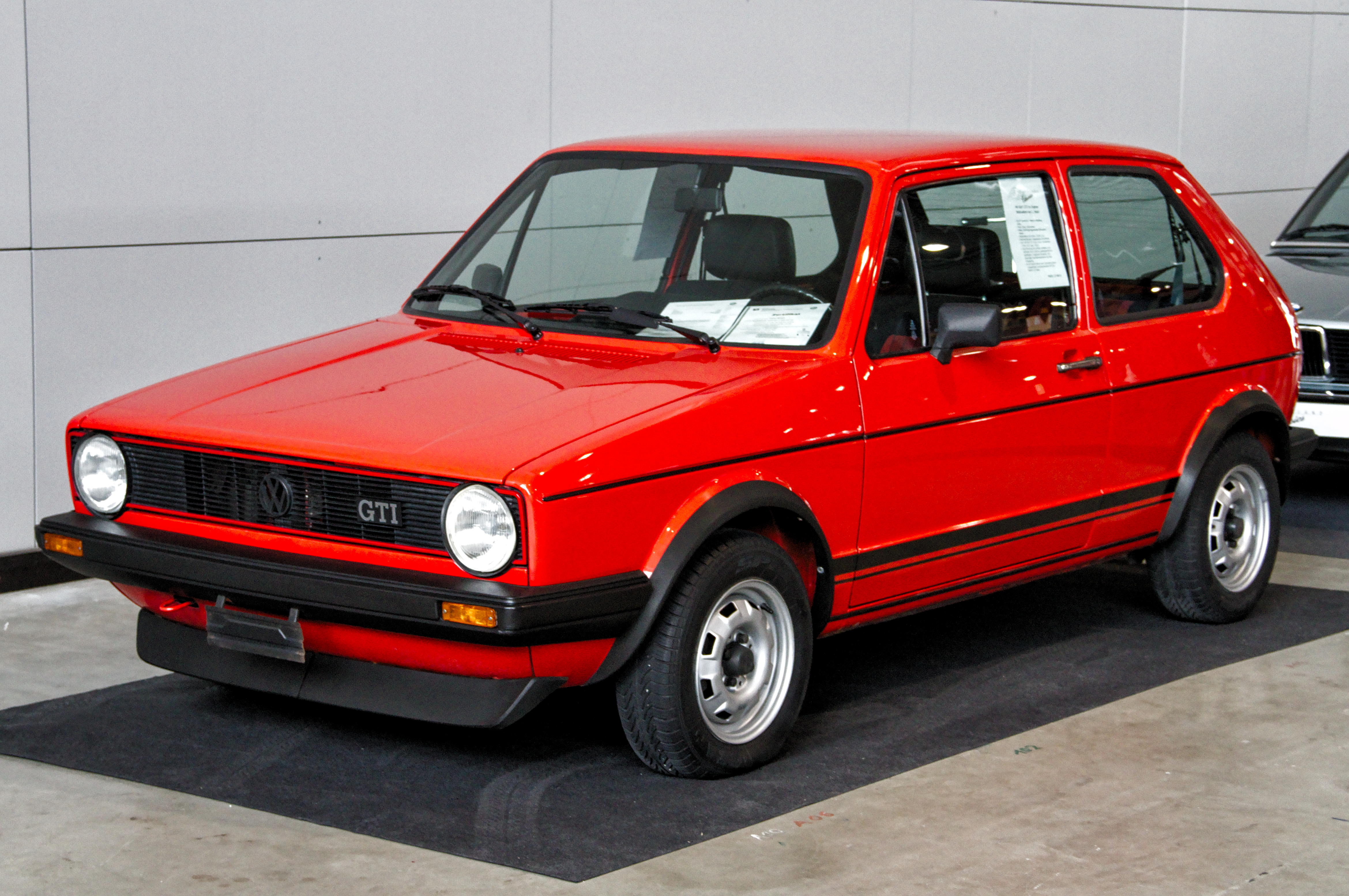
1.ª generación de 1974-1983.
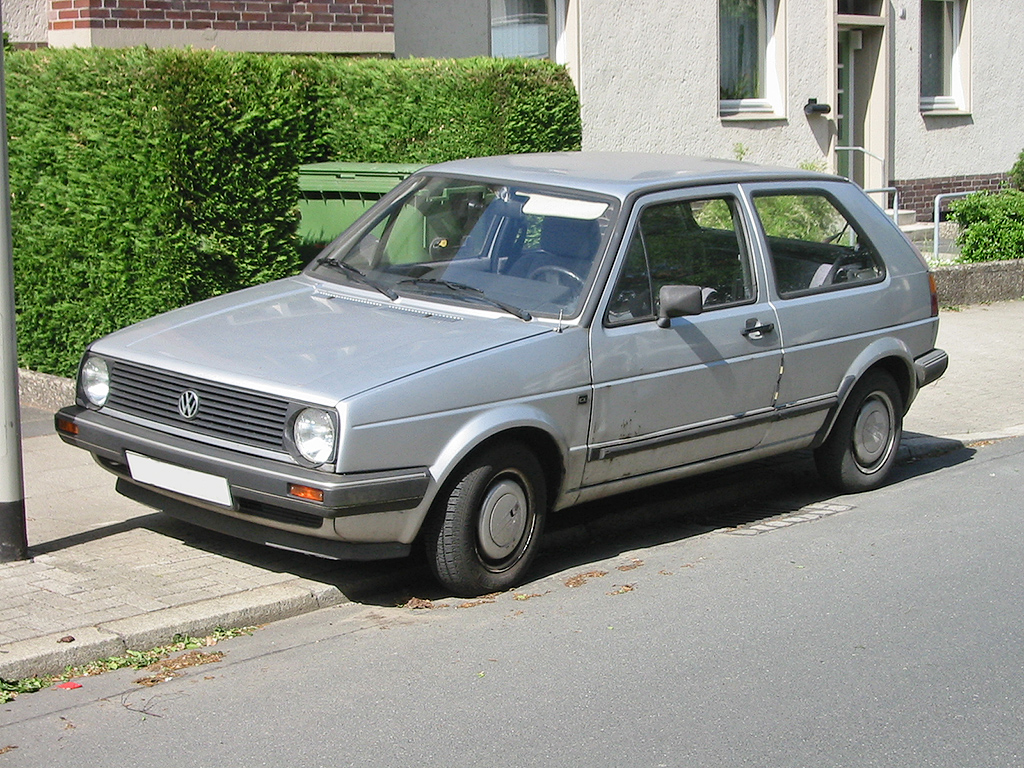
2.ª generación de 1983-1992.
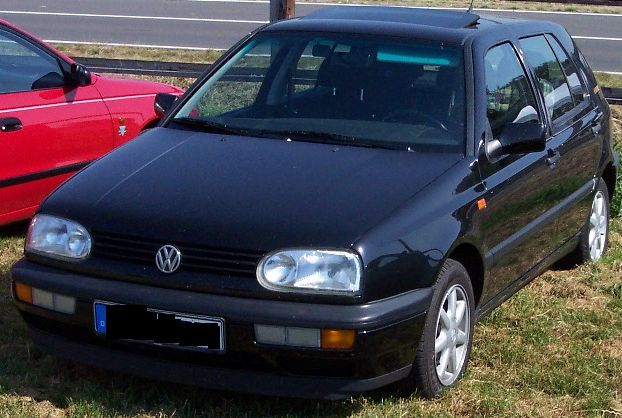
3.ª generación de 1991-1997.
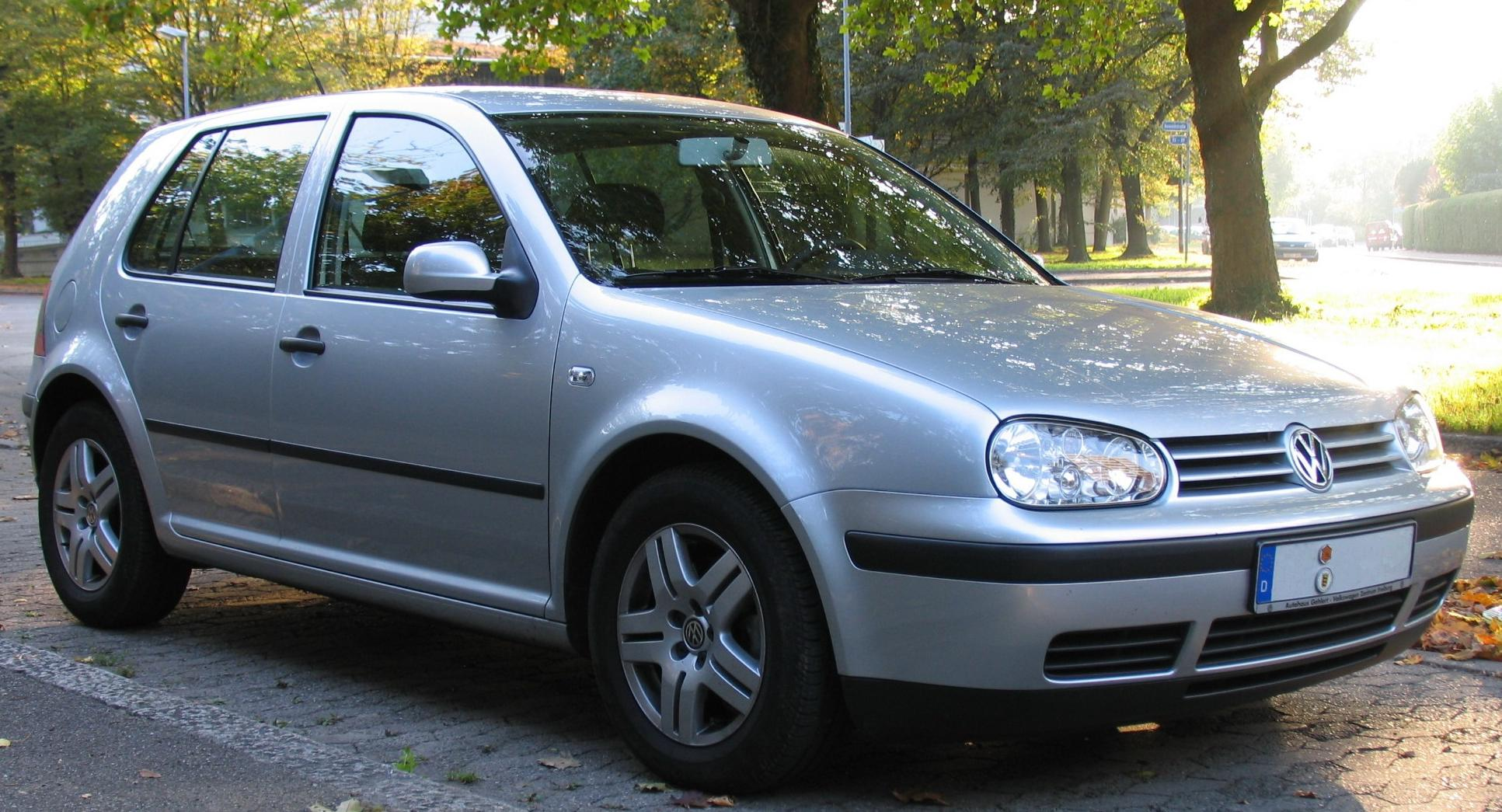
4.ª generación de 1997-2014.
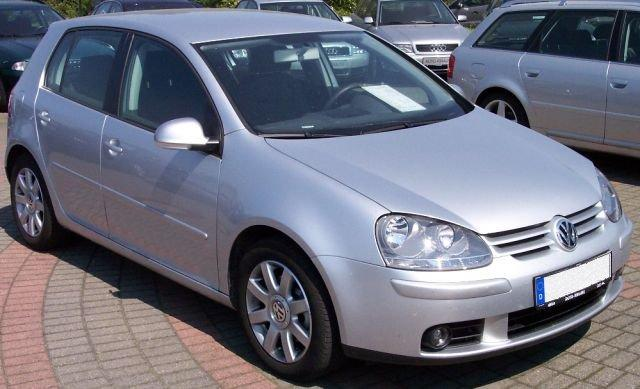
5.ª generación de agosto de 2003 -2008.
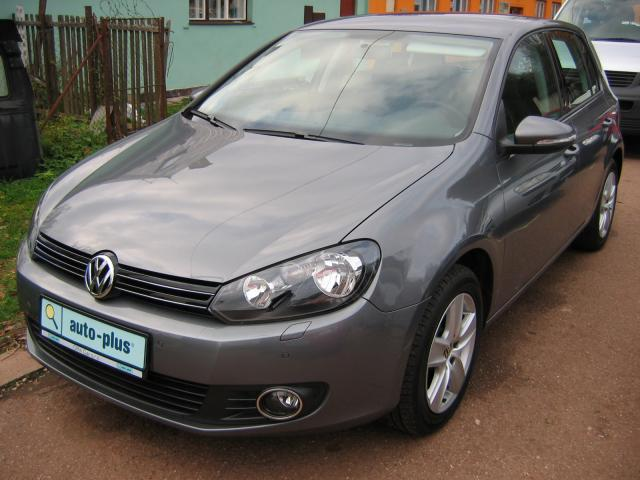
6.ª generación de 2008-2012.
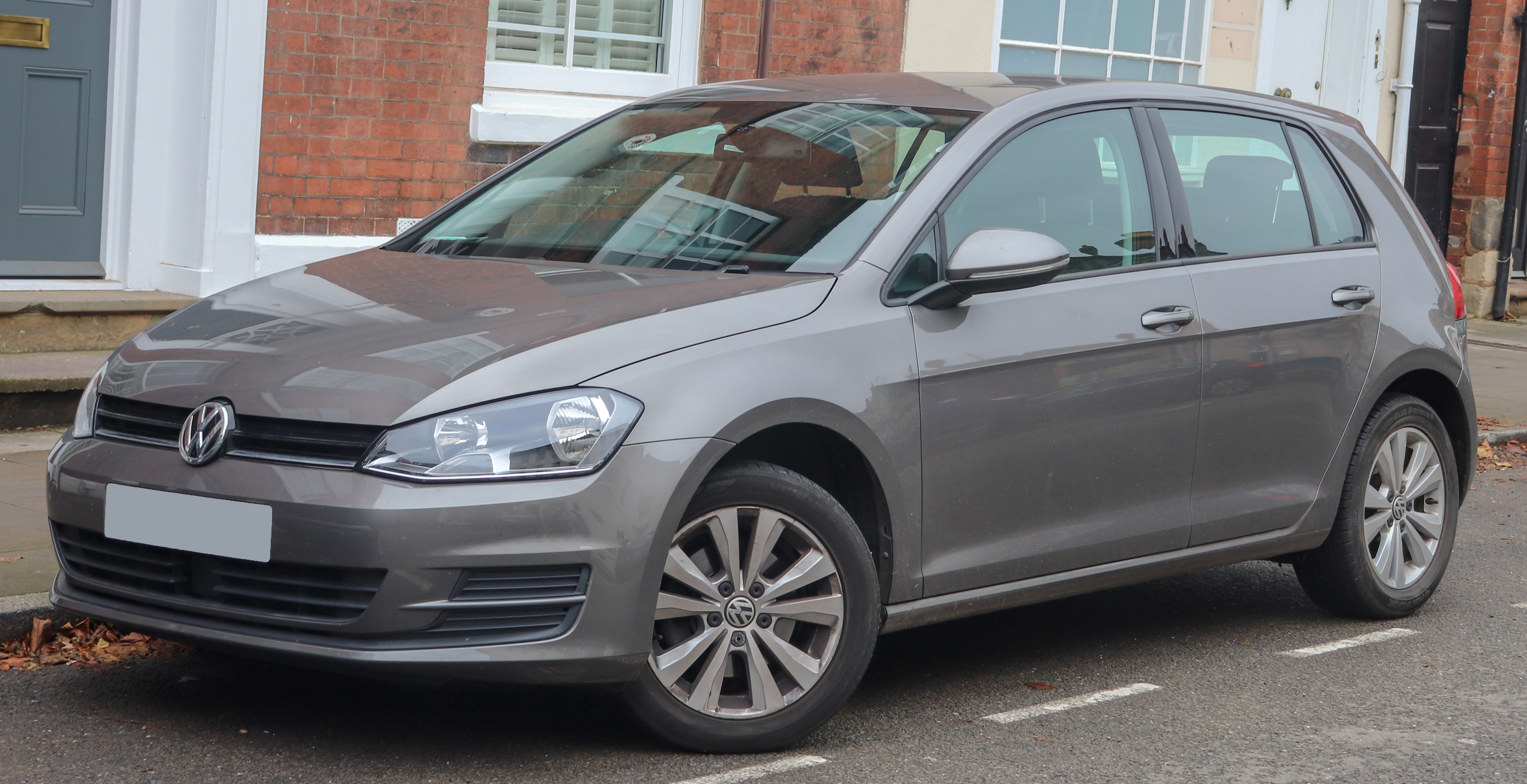
7.ª generación de 2012-2019.
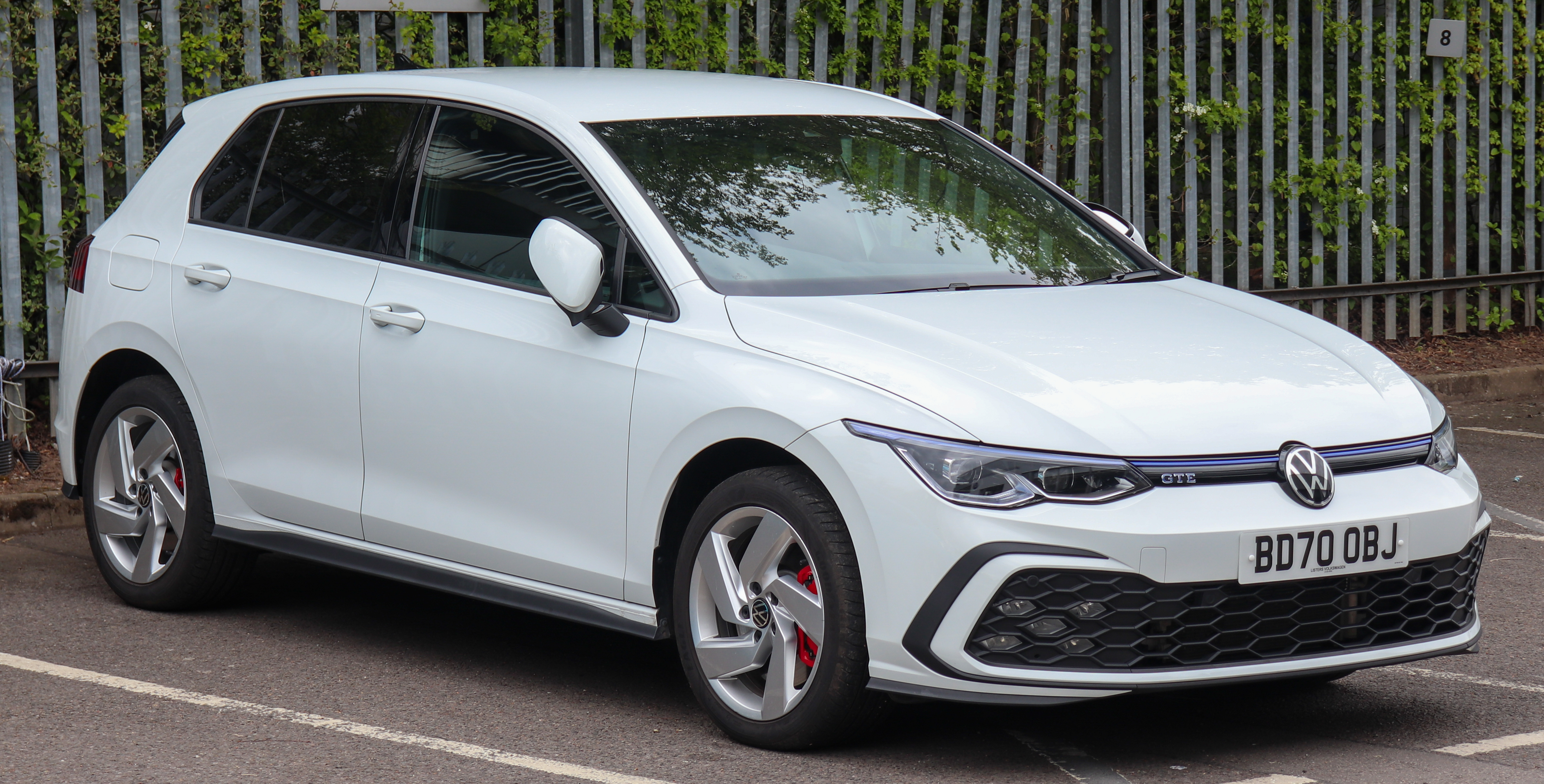
8.ª generación 2019-presente.

## Vehículos eléctricos

### e-Golf

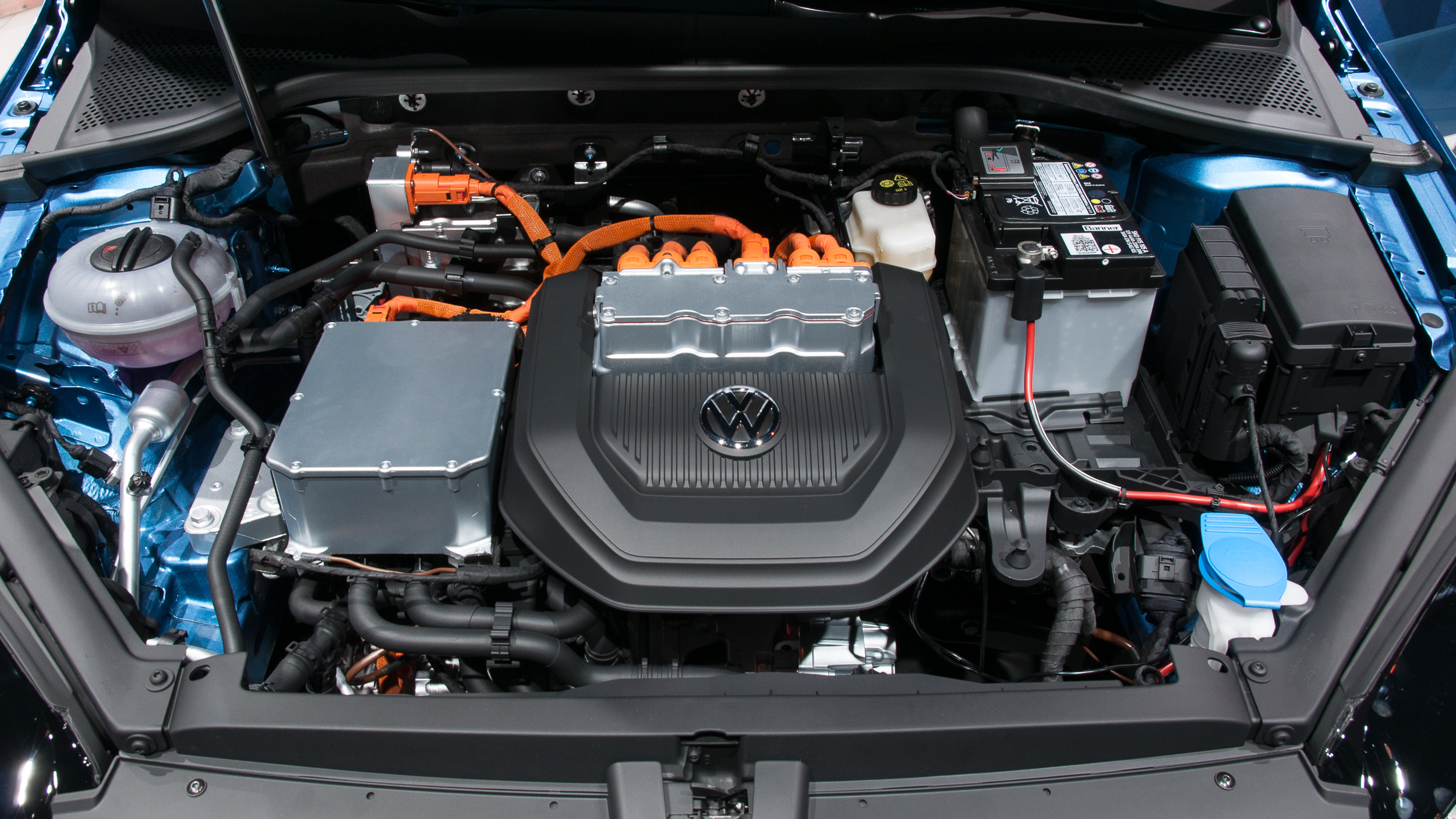
Motor del e-Golf

El Volkswagen e-Golf se comercializa desde 2014. Tiene una potencia de 85 kW (116 CV; 114 HP). Su velocidad máxima es de 140 km/h (87 mph) y acelera de 0 a 100 km/h (0 a 62 mph) en 10.4 segundos. Cuenta con una autonomía de 110 a 120 km (68,4 a 74,6 millas) en condiciones reales.

### GTE (PHEV)

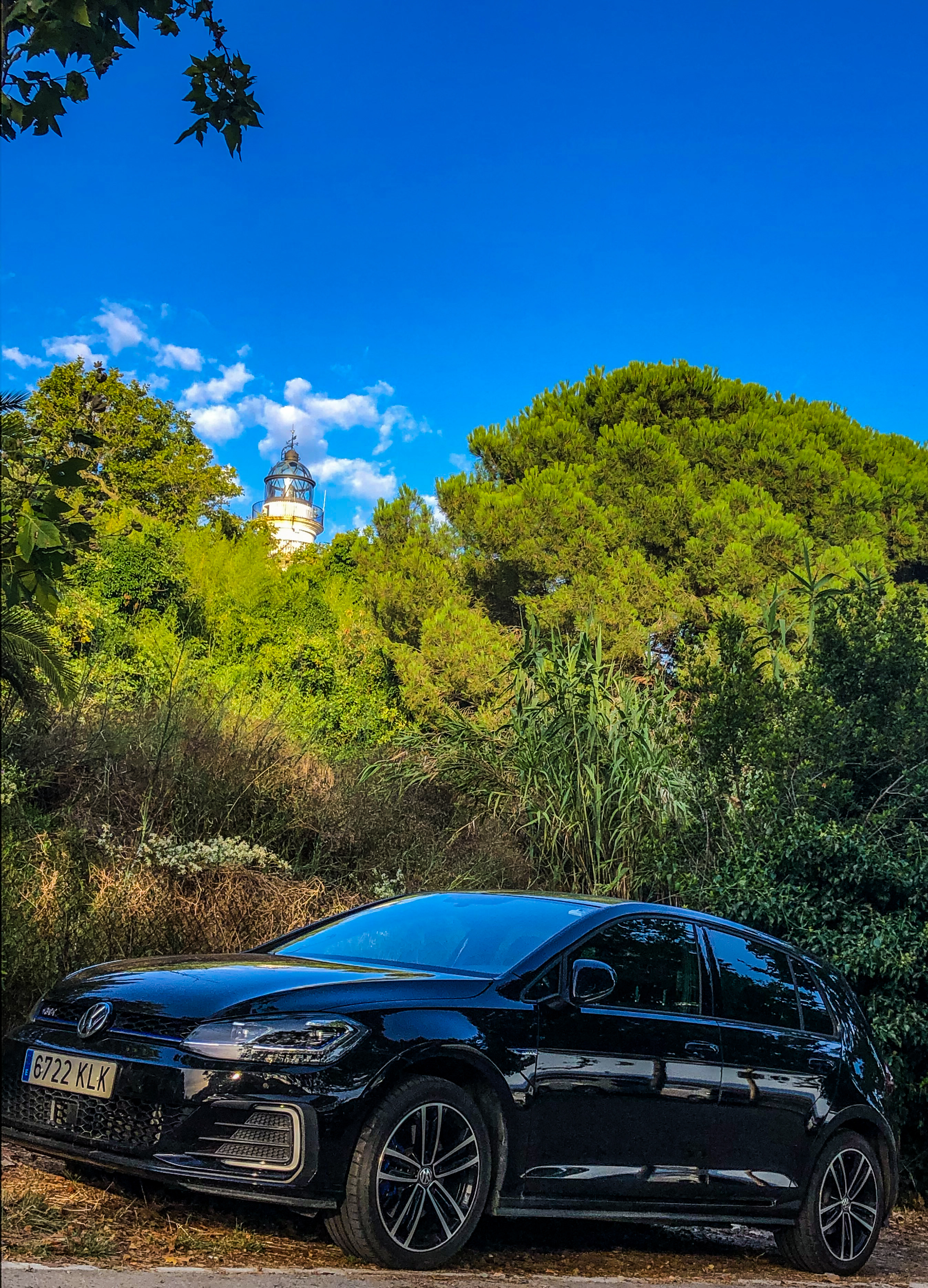
GTE MK7.5 de 2018

El Golf GTE es un vehículo híbrido enchufable (PHEV) del Golf presentado en el 2014 en Salón del Automóvil de Ginebra, el cual comparte el sistema de propulsión con el Audi A3 e-tron Sportback, pero los controles de software son diferentes. También comparte el mismo tren motriz que el Volkswagen Passat GTE, pero el Passat tiene un mayor paquete de baterías de ion de litio de 9,9 kWh (36 MJ).
El GTE está equipado con un motor de gasolina de 1.4 litros con 148 CV (146 HP; 109 kW) TSI combinado con un motor eléctrico de 75 kW (102 CV; 101 HP) alimentado por una batería de ion de litio de 8,8 kWh (32 MJ), lo que permite al híbrido ofrecer un rango totalmente eléctrico de 50 km (31,1 millas) y un rango total de 933 km (579,7 millas). El modo totalmente eléctrico se puede activar con pulsar un botón. En el marco del nuevo ciclo de conducción europeo, la economía de combustible combinada es de 1,5 L/100 km (66,7 km/L; 156,8 mpgAm) equivalente. El Golf GTE tiene una velocidad máxima de 217 km/h (135 mph) y acelera de 0 a 100 km/h (0 a 62 mph) en 7.6 segundos. 
Las primeras unidades se registraron en Alemania en agosto de 2014. Según JATO Dynamics, un total de 321 unidades se han registrado en todo el mundo hasta septiembre de 2014, de los cuales, 89 unidades se registraron en Alemania.
Tiene un precio en España de 39 330 €.

## Premios internacionales
El Golf VI fue proclamado el Automóvil Mundial del Año 2009. Un jurado integrado por 59 periodistas especializados de 25 países y una nómina inicial de 51 nuevos modelos provenientes de todo el mundo, se redujo a solo 10 finalistas, en la que los tres primeros lugares compitieron por el título de Auto Mundial de 2009.[cita requerida]
El mayor premio del periodismo europeo es el Coche del Año en Europa. En 1973 la primera generación quedó en segundo lugar y el Golf II quedó tercero en 1984. En 1992 el título fue finalmente conquistado, por delante del Opel Astra y el Citroën ZX.
En 1998, el Golf IV quedó segundo tras el Alfa Romeo 156, en tanto que la quinta y sexta generaciones alcanzaron el tercer lugar del podio en 2004 y 2009 respectivamente. Este mismo premio le fue otorgado y anunciado en marzo de 2013.[cita requerida]
El GTI I fue nombrado mejor automóvil de la historia por Auto Express, segundo por 4Car, 39º por Automobile y tercero entre los deportivos de los años 1980 por Sports Car International.[cita requerida]
El GTI V fue nombrado Mejor Compacto Deportivo del 2005 por What Car? y fue el Mejor Automóvil del 2005 por Top Gear, Fifth Gear y Auto Express.[cita requerida]
En 2014, el Golf VII fue fabricado por Volkswagen de México hasta 2021, cuando la producción fue concluida en la planta de Puebla.
Fue el primer vehículo en tener las 5 estrellas para ocupantes niños en los test de la Latin NCAP en 2014 (protocolo obsoleto).